# Halifax County, North Carolina
Halifax County är ett administrativt område i delstaten North Carolina, USA, med 54 691 invånare. Den administrativa huvudorten (county seat) är Halifax.

## Geografi
Enligt United States Census Bureau har countyt en total area på 1 893 km². 1 877 km² av den arean är land och 16 km² är vatten.

### Angränsande countyn
- Northampton County - nord-nordost
- Bertie County - sydöst
- Martin County - sydost
- Edgecombe County - syd
- Nash County - sydväst
- Franklin County - sydväst
- Warren County - nordväst